# Шмартно (Церклє-на-Горенськем)
Шмартно (словен. Šmartno) — поселення в общині Церклє-на-Горенськем, Горенський регіон, Словенія. Висота над рівнем моря: 373,4 м.